# Cailleach

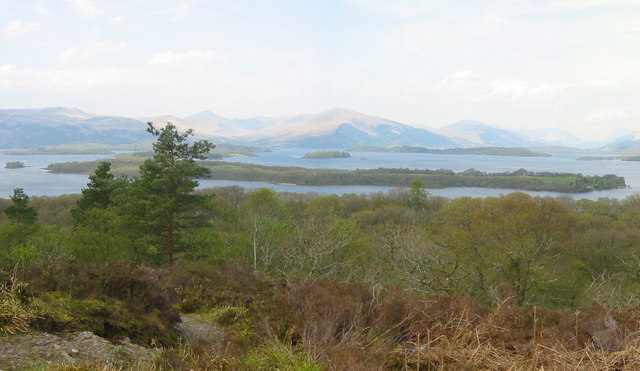
Innis na Cailleach (eiland van de oude vrouw)

Op de Keltische Britse eilanden was Cailleach (IPA: /kalʲəx/, ook Cailleach Bheur genoemd) een godin van waarschijnlijk pre-Keltische oorsprong. Haar naam betekent 'gesluierde'. Ze zou het land hebben geschapen door stenen hier en daar neer te werpen en werd geassocieerd met de landbouw, maar ook met de bescherming van de flora en fauna tegen jagers. Ze werd uiteindelijk als kol of heks beschouwd. Veel hoge heuvels dragen dezelfde naam in Schotland. In het hedendaagse Schots-Gaelisch betekent cailleach ‘oud vrouwtje’.

## Achtergrond
Het donkere mythische principe waaruit alle leven ontstaat, die al het levende voedt, en waar het weer toe terugkeert werd door de Kelten voorgesteld als een eeuwige ketel: de Ketel van dood en wedergeboorte. In de Keltische mythologie roert de Cailleach deze kosmische ketel voortdurend om zodat alles steeds opnieuw ontstaat en vergaat in een eindeloos recyclageproces. Zelfs de gesneuvelde helden kwamen erin terecht en werden erdoor weer heel gemaakt in een andere wereld.
Maar van de rol van creatrix is deze godheid geleidelijk vervallen tot die van kol en heks. In de kunst wordt zij afgebeeld als een verschrompelde oude vrouw met berentanden en slagtanden als van een ever. Waarschijnlijk omdat enkel het gezicht van vernietigster werd onthouden, vergelijkbaar met dat van de Indiase Almoeder Kali, die naast het scheppende en het onderhoudende, tevens het vernietigende aspect van de natuur weerspiegelt.

## Gebruiken en legenden
In Schotland maakte elk jaar de eerste boer die klaar was met de oogst een kruidenpop uit graanhalmen, die de Cailleach moest voorstellen. Dat werd dan aan de volgende boer doorgegeven die zijn oogst binnen had, enzovoort. De laatste in de rij moest dan voor de beeltenis zorgen tot aan de oogst van het volgende jaar.
Volgens een legende verandert zij in steen op Beltain en keert terug bij Samhain om als koningin van de winter te heersen. Volgens een andere legende brengt zij de herfst door met het wassen van haar plaid in de wasketel, de warrelpoel van Corryvreckan. Tegen de winter was die dan wit en werd de witte sneeuwdeken die op het land viel.
In Schotland is zij de Blauwe toverkol van de winter, een godin van de onderwereld en een feeëngeest. Ze verschijnt als een oude vrouw in zwarte lompen met een staf (de roerstok), die 's nachts rondwandelt met een kraai op haar linkerschouder. Ze heeft een nukkig karakter en is gevaarlijk voor mensen. Ze heeft slagtanden en soms drie gezichten. En ze kan in een kat veranderen.
Er is een overeenkomst met Odin, de wandelaar, als mannelijke tegenhanger. Het symbool van de kat wordt in veel mythologieën met vrouwelijke godheden geassocieerd.
Zij hielp Deò-ghrèine redden, samen met Brian.